# 伊莉莎白·伯努利
伊莉莎白·伯努利（德語：Elisabeth Bernoulli，1873年12月9日—1935年2月22日）是一名瑞士反對酗酒的運動家。

## 生平
伯努利出生於瑞士巴塞爾，是西奧多·伯努利（Theodor Bernoulli）的女兒。建築師漢斯·本諾·伯努利是她的弟弟，她是數學家族伯努利家族的後裔。
她29歲時加入瑞士禁慾婦女聯合會（BAF）。1907年，她被選為該協會巴塞爾分會主席，並一直擔任該職位至1912年。在此期間，她受僱於瑞士戒酒中央部（Zentralstelle zur Bekämpfung des Alkoholismus），部分工作是自願的。
1923年，她受託管理秘書處。兩年後，她成為洛桑瑞士BAF中心主席，並在該職位上工作了四年。
1923年至1933年，她編輯了《婦女禁酒工作路標》（Wegweiser zur Frauenarbeit gegen den Alkohol）一書。
她於1935年2月22日在巴塞爾逝世，享年61歲。